# Stadion Galgenwaard

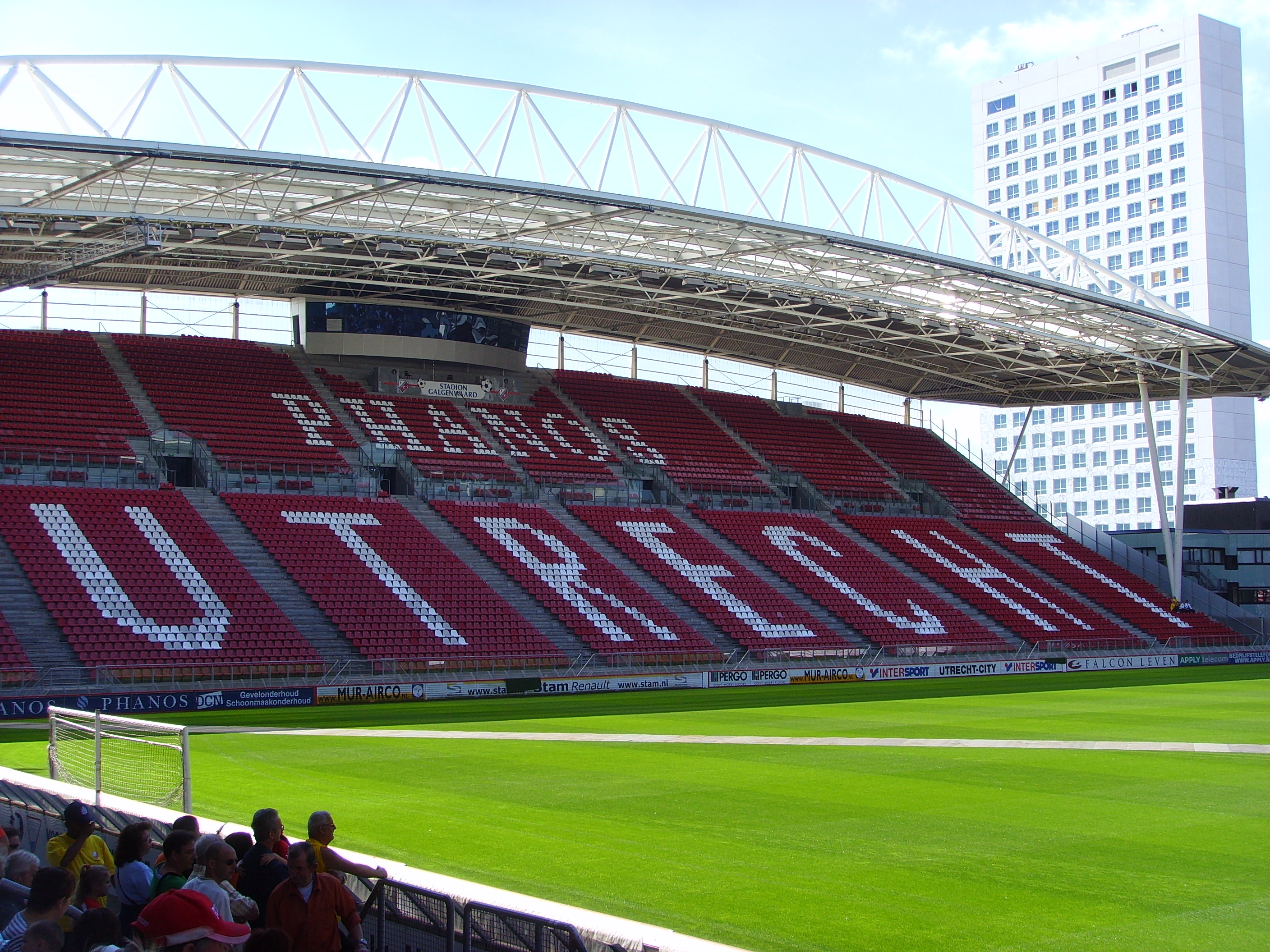
De zuidtribune

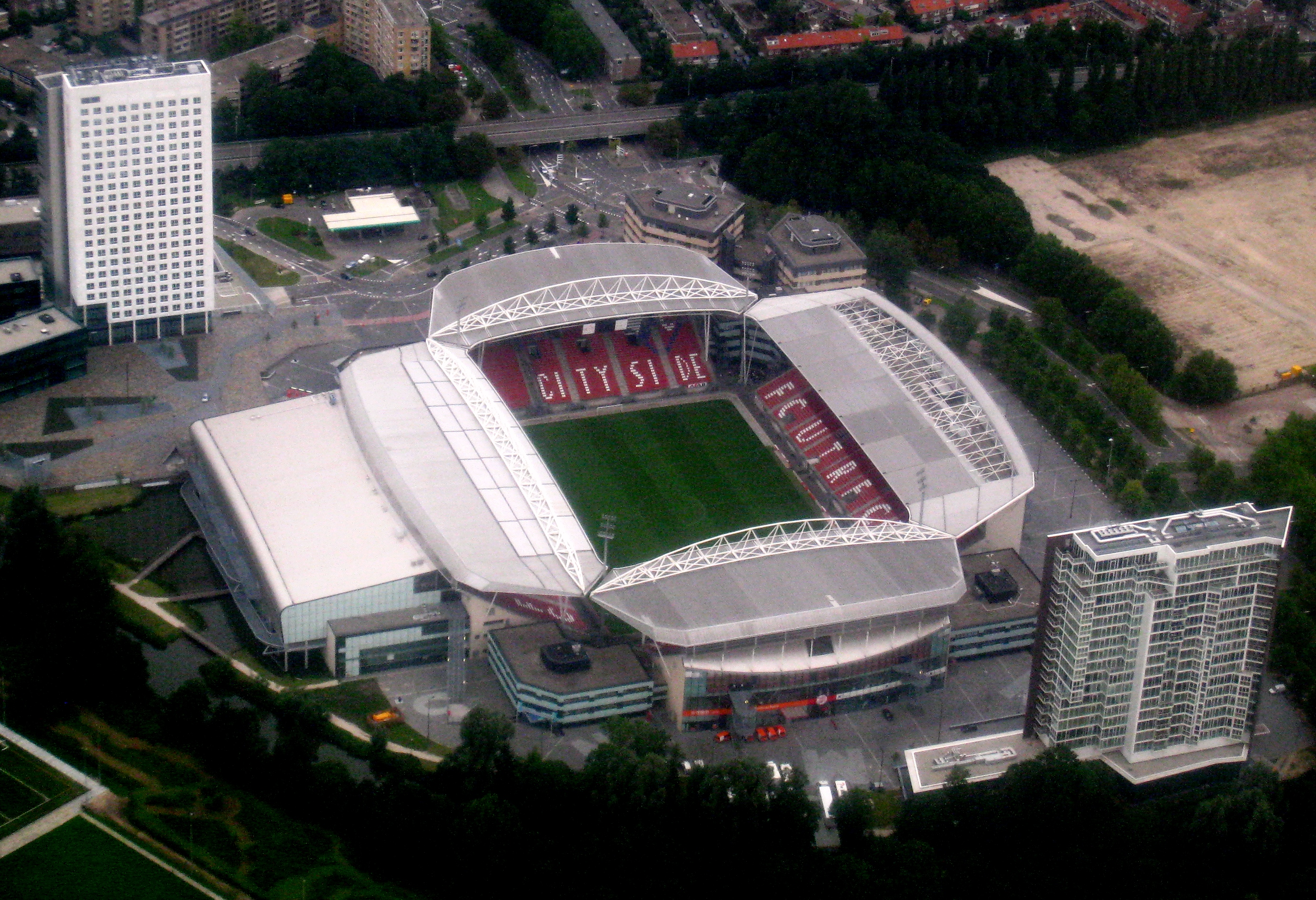
Galgenwaard vanuit de lucht

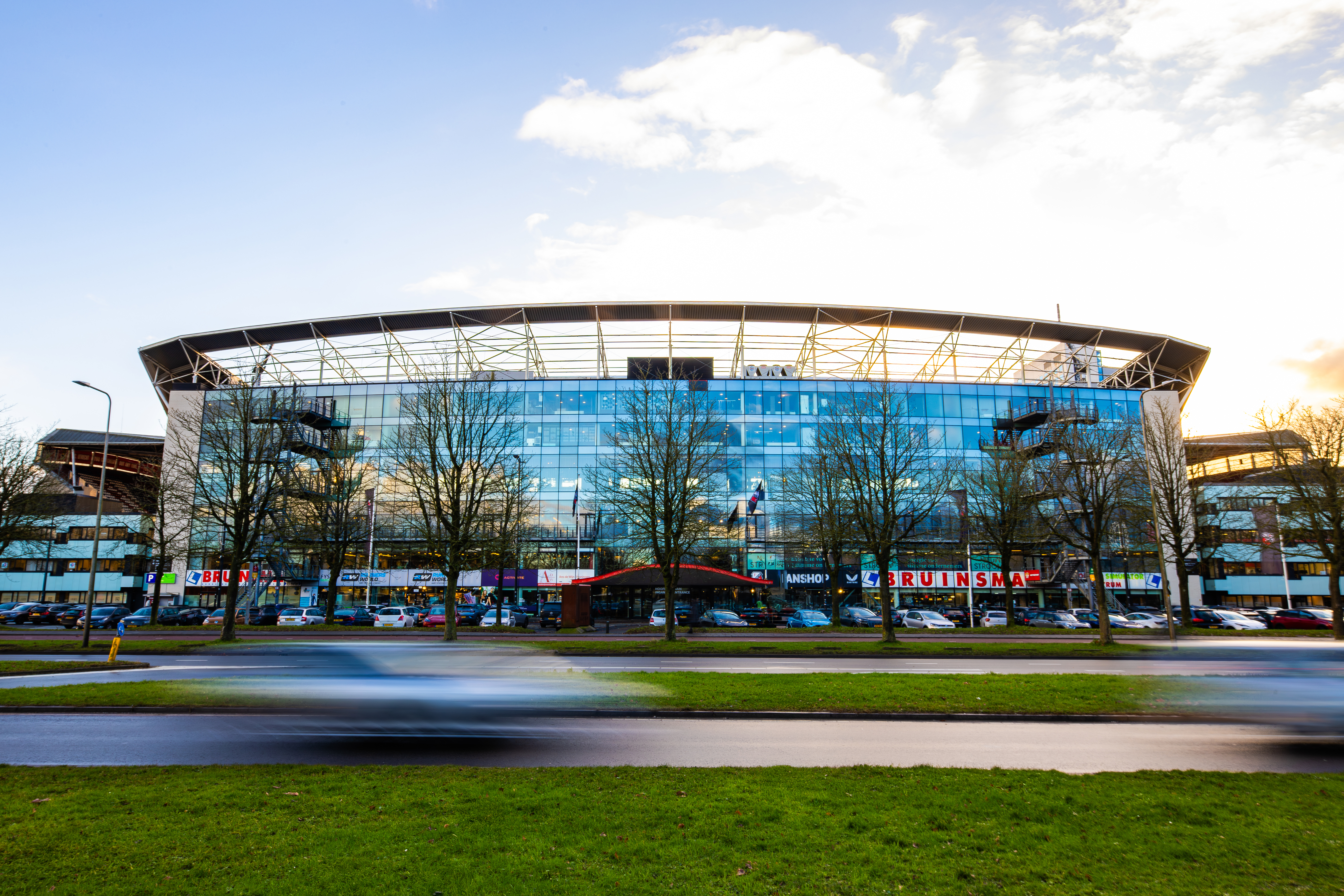
Ingang van het stadion

Stadion Galgenwaard is een voetbalstadion in Utrecht, dat sinds 1970 de thuishaven van betaaldvoetbalclub FC Utrecht is. Het stadion, dat aan het begin van de 21e eeuw een grote renovatie heeft ondergaan, heeft een capaciteit van 23.750 toeschouwers.

## Geschiedenis
Tot ongeveer 1600 was Galghenwert, zoals het in de Middeleeuwen werd genoemd, een galgenveld waar de lijken van geëxecuteerden werden opgehangen. Het perceel is eeuwenlang gebruikt voor de land- en tuinbouw.
De geschiedenis van het eerste Galgenwaard-stadion begint in de jaren dertig van de 20e eeuw.

### Vroege jaren
Utrecht had behoefte aan een plaats waar verschillende sporten konden worden beoefend. Voordat het stadion kon worden gebouwd waren er enkele obstakels. Het Ministerie van Oorlog had problemen met het stadion dat een 'schootsveldbelemmerend gebouw' werd genoemd, omdat het binnen de fortengordel van Utrecht viel. Daarnaast waren er bedenkingen omdat de wereld na 1929 in de greep was van een crisis toen men met de bouw wilde beginnen.
Op 21 mei 1936 was het toch zover, het nieuwe stadion werd feestelijk geopend. Het was niet alleen een stadion waar gevoetbald zou worden. Lange tijd was wielrennen op de baan van Galgenwaard een heel populaire sport. Ook was het stadion het toneel van windhondenwedstrijden, atletiek, turnen en ook Jehova's getuigen hielden er congressen. Het waren de clubs Hercules en DOS die in de beginjaren hun competitiewedstrijden in het stadion speelden. De wedstrijden werden in die tijd al goed bezocht. Op een normale zondag trok het stadion zo'n kleine zestienduizend bezoekers.

### Nieuw Galgenwaard
Het stadion heeft in de 45 jaar van zijn bestaan vele hoogtepunten gekend en 21 april 1981 was een gedenkwaardige dag voor het oude stadion Galgenwaard. Niet alleen werd een stukje historie afgesloten toen na de wedstrijd FC Utrecht - PSV de oude Galgenwaard door FC Utrecht-supporters gedeeltelijk werd gesloopt, het was ook het begin van een nieuwe periode met een nieuw stadion. Stadion Nieuw Galgenwaard werd op 16 augustus 1982 in gebruik genomen met een vriendschappelijke wedstrijd tegen Southampton. Het was op dat moment een van de modernste stadions van de wereld, vooral dankzij de droge grachten om het veld. De nieuwe accommodatie kostte 18 miljoen gulden en met de kantoren 60 miljoen. De capaciteit bedroeg 20.000: 12.000 zitplaatsen en 8.000 staanplaatsen.
In de zomer van 1998 werd stadion Galgenwaard gebruikt voor het wereldkampioenschap hockey mannen en vrouwen. De grasmat werd vervangen door een waterveld (kunstgras). Voor het eerst speelden de dames en heren samen een WK, normaal zijn deze toernooien gesplitst. Onder leiding van Roelant Oltmans veroverde het Nederlandse mannenteam de wereldbeker.

### Verbouwing
Na twintig jaar was FC Utrecht toe aan uitbreiding en vernieuwing. De hoofdtribune werd verplaatst naar de noordzijde en werd bij het begin van het seizoen 2001 - 2002 in gebruik genomen.
De oude hoofdtribune werd direct daarop onder handen genomen en een jaar later had FC Utrecht twee imposante, nieuwe tribunes aan de lange zijdes van het veld. De tribunes aan de korte zijdes zijn inmiddels ook vervangen. Kenmerkend voor het stadion na deze verbouwing zijn de open hoeken, waardoor de wind vaak vrij spel heeft. Het huidige stadion heeft een capaciteit van 23.750 zitplaatsen. Achter de marathon tribune is een grote sporthal gebouwd, die wordt gebruikt voor basketbal, volleybal en turnen. Naast het stadion zijn nog een woon- en kantoortoren gebouwd, Apollo Residence genaamd. De thuishaven van FC Utrecht heet sinds 1 januari 2002 Stadion Galgenwaard. In 2009 ontstonden plannen voor een nieuw stadion aan de westzijde van Utrecht, in oktober 2009 werd echter besloten dat de haalbaarheid van deze plannen vooralsnog niet kon worden aangetoond.

## Gemiddeld aantal toeschouwers bijFC Utrechtper seizoen
- 1987-1988: 5.412 toeschouwers
- 1988-1989: 6.688 toeschouwers
- 1989-1990: 7.759 toeschouwers
- 1990-1991: 8.593 toeschouwers
- 1991-1992: 6.665 toeschouwers
- 1992-1993: 6.776 toeschouwers
- 1993-1994: 6.038 toeschouwers
- 1994-1995: 7.406 toeschouwers
- 1995-1996: 7.559 toeschouwers
- 1996-1997: 10.371 toeschouwers
- 1997-1998: 11.971 toeschouwers
- 1998-1999: 13.065 toeschouwers
- 1999-2000: 13.211 toeschouwers
- 2000-2001: 13.594 toeschouwers
- 2001-2002: 13.076 toeschouwers
- 2002-2003: 16.198 toeschouwers
- 2003-2004: 17.400 toeschouwers
- 2004-2005: 19.718 toeschouwers
- 2005-2006: 19.524 toeschouwers
- 2006-2007: 20.004 toeschouwers
- 2007-2008: 20.477 toeschouwers
- 2008-2009: 20.553 toeschouwers
- 2009-2010: 21.103 toeschouwers
- 2010-2011: 19.820 toeschouwers
- 2011-2012: 19.462 toeschouwers
- 2012-2013: 17.575 toeschouwers
- 2013-2014: 16.934 toeschouwers
- 2014-2015: 16.835 toeschouwers
- 2015-2016: 17.267 toeschouwers
- 2016-2017: 18.276 toeschouwers
- 2017-2018: 18.971 toeschouwers
- 2018-2019: 18.846 toeschouwers
- 2019-2020: 19.438 toeschouwers
- 2020-2021: 4.944 toeschouwers
- 2021-2022: 18.472 toeschouwers
- 2022-2023: 19.769 toeschouwers
- 2023-2024: 20.531 toeschouwers
- 2024-2025: 21.807 toeschouwers

## Interlands

### Mannen
| #   | Datum            | Wedstrijd                 | Uitslag | Competitie        |
| --- | ---------------- | ------------------------- | ------- | ----------------- |
| 1.  | 7 september 1967 | Nederland – Israël        | 1 – 2   | Vriendschappelijk |
| 2.  | 27 april 1983    | Nederland – Zweden        | 0 – 3   | Vriendschappelijk |
| 3.  | 30 mei 1992      | Nederland – Wales         | 4 – 0   | Vriendschappelijk |
| 4.  | 24 februari 1993 | Nederland – Turkije       | 3 – 1   | WK-kwalificatie   |
| 5.  | 24 maart 1993    | Nederland – San Marino    | 6 – 0   | WK-kwalificatie   |
| 6.  | 27 mei 1994      | Nederland – Schotland     | 3 – 1   | Vriendschappelijk |
| 7.  | 18 januari 1995  | Nederland – Frankrijk     | 0 – 1   | Vriendschappelijk |
| 8.  | 3 september 2004 | Nederland – Liechtenstein | 3 – 0   | Vriendschappelijk |
| 9.  | 9 september 2009 | Japan – Ghana             | 4 – 3   | Vriendschappelijk |
| 10. | 9 oktober 2020   | Japan – Kameroen          | 0 – 0   | Vriendschappelijk |
| 11. | 13 oktober 2020  | Japan – Ivoorkust         | 1 – 0   | Vriendschappelijk |

Bijgewerkt tot en met 25 juli 2013 + 9 okt-5 nov 2020

### Vrouwen
| #  | Datum             | Wedstrijd               | Uitslag | Competitie      |
| -- | ----------------- | ----------------------- | ------- | --------------- |
| 1. | 16 juli 2017      | Nederland – Noorwegen   | 1 – 0   | EK              |
| 2. | 19 juli 2017      | Engeland - Schotland    | 6 – 0   | EK              |
| 3. | 22 juli 2017      | Frankrijk - Oostenrijk  | 1 – 1   | EK              |
| 4. | 25 juli 2017      | Rusland - Duitsland     | 0 – 2   | EK              |
| 5. | 9 november 2018   | Nederland – Zwitserland | 3 – 0   | WK-kwalificatie |
| 6. | 6 september 2022  | Nederland - IJsland     | 1 – 0   | WK-kwalificatie |
| 7. | 26 september 2023 | Nederland – Engeland    | 2 – 1   | Nations League  |

bijgewerkt tot en met 26 sept 2023